# Bruce Manson
Bruce Manson, né le 20 mars 1956 à Los Angeles, est un ancien joueur de tennis américain.

## Palmarès

### Finale en simple (1)
| No | Date       | Nom et lieu du tournoi              | Catégorie | Dotation | Surface         | Vainqueur    | Score    |  |
| -- | ---------- | ----------------------------------- | --------- | -------- | --------------- | ------------ | -------- |  |
| 1  | 24-03-1980 | Tournoi de tennis de Dayton, Dayton |           | 75 000 $ | Moquette (int.) | Wojtek Fibak | 7-6, 6-3 |  |

### Titres en double (9)
| No | Date       | Nom et lieu du tournoi                        | Catégorie           | Dotation  | Surface         | Partenaire      | Finalistes                        | Score         |          |
| -- | ---------- | --------------------------------------------- | ------------------- | --------- | --------------- | --------------- | --------------------------------- | ------------- | -------- |
| 1  | 06-11-1978 | Open de Paris-Bercy Paris                     | GP World Series     | 50 000 $  | Moquette (int.) | Andrew Pattison | Ion Țiriac Guillermo Vilas        | 7-6, 6-2      |          |
| 2  | 26-03-1979 | Tournoi de tennis de Dayton Dayton            |                     | 50 000 $  | Moquette (int.) | Cliff Drysdale  | Ross Case Phil Dent               | 3-6, 6-3, 7-6 |          |
| 3  | 11-08-1980 | Player's International Canadian Open Toronto  | Championship Series | 175 000 $ | Dur (ext.)      | Brian Teacher   | Heinz Günthardt Sandy Mayer       | 6-3, 3-6, 6-4 |          |
| 4  | 18-08-1980 | Tournoi de tennis de Cincinnati Cincinnati    | GP World Series     | 200 000 $ | Dur (ext.)      | Brian Teacher   | Wojtek Fibak Ivan Lendl           | 6-7, 7-5, 6-4 |          |
| 5  | 10-11-1980 | Tournoi de tennis de Taïwan Taïwan            |                     | 75 000 $  | Moquette (int.) | Brian Teacher   | John Austin Ferdi Taygan          | 6-4, 6-0      |          |
| 6  | 16-02-1981 | Grand Marnier Tennis Game La Quinta           |                     | NC $      | NC              | Brian Teacher   | Terry Moor Eliot Teltscher        | 7-6, 6-2      |          |
| 7  | 03-08-1981 | National Revenue Tennis Classic Columbus (OH) |                     | 75 000 $  | Dur (ext.)      | Brian Teacher   | Anand Amritraj Vijay Amritraj     | 6-1, 6-1      |          |
| 8  | 12-06-1982 | WCT Zell am See Zell am See                   |                     | 300 000 $ | Terre (ext.)    | Wojtek Fibak    | Tony Giammalva Sammy Giammalva Jr | 6-7, 6-4, 6-4 | Parcours |
| 9  | 25-10-1982 | Open de Paris-Bercy Paris                     | GP World Series     | 75 000 $  | Moquette (int.) | Brian Gottfried | Jay Lapidus Rick Meyer            | 6-4, 6-2      |          |

### Finales en double (8)
| No | Date       | Nom et lieu du tournoi                    | Catégorie           | Dotation  | Surface      | Vainqueurs                      | Partenaire      | Score         |  |
| -- | ---------- | ----------------------------------------- | ------------------- | --------- | ------------ | ------------------------------- | --------------- | ------------- |  |
| 1  | 02-02-1976 | Tournoi de tennis de Miami Boca Raton     |                     | NC $      | Dur (ext.)   | Vitas Gerulaitis Clark Graebner | Butch Walts     | 6-2, 6-4      |  |
| 2  | 21-08-1978 | International Open Cleveland              |                     | 50 000 $  | Dur (ext.)   | Dick Stockton Erik van Dillen   | Rick Fisher     | 6-1, 6-4      |  |
| 3  | 23-10-1978 | Tournoi de tennis de Bâle Bâle            |                     | 75 000 $  | Dur (int.)   | Wojtek Fibak John McEnroe       | Andrew Pattison | 7-6, 7-5      |  |
| 4  | 12-02-1979 | Congoleum Classic Rancho Mirage           |                     | NC $      | NC           | Gene Mayer Sandy Mayer          | Cliff Drysdale  | 6-4, 7-6      |  |
| 5  | 03-11-1980 | Tournoi de tennis de Hong Kong Hong Kong  |                     | 75 000 $  | Dur (ext.)   | Peter Fleming Ferdi Taygan      | Brian Teacher   | 7-5, 6-2      |  |
| 6  | 18-05-1981 | Italian Open Rome                         | Championship Series | 200 000 $ | Terre (ext.) | Hans Gildemeister Andrés Gómez  | Tomáš Šmíd      | 7-5, 6-2      |  |
| 7  | 12-04-1982 | Pacific Southwest Tennis Open Los Angeles |                     | 200 000 $ | Dur (ext.)   | Sherwood Stewart Ferdi Taygan   | Brian Teacher   | 6-1, 6-7, 6-3 |  |
| 8  | 29-11-1982 | Tournoi de tennis de Chicago Chicago      |                     | NC $      | NC           | Anand Amritraj Vijay Amritraj   | Mike Cahill     | 3-6, 6-2, 6-3 |  |

### Autres résultats
- Roland-Garros : Demi-finale en double messieurs en 1980 et en double mixte en 1982.
- US Open : Quart de finale en simple en 1981